# Zöllmen
Zöllmen ist ein Ortsteil im Westen der sächsischen Landeshauptstadt Dresden. Er befindet sich am Stadtrand in der gleichnamigen Gemarkung und gehört zur Ortschaft Gompitz.

## Geografie

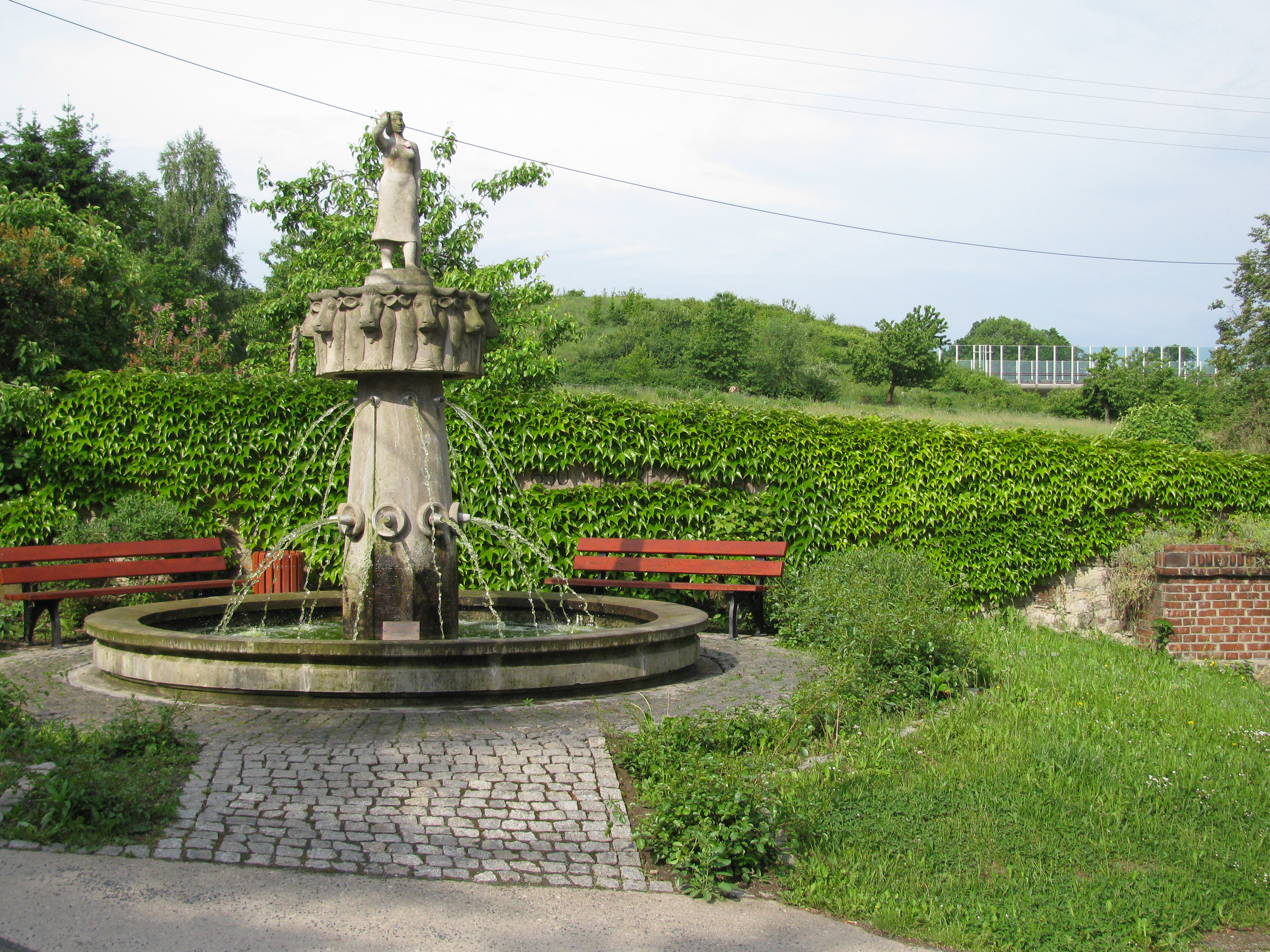
Von Eberhard Wolf geschaffener Landwirtschaftsbrunnen in Zöllmen, rechts im Hintergrund die A 17

Zöllmen liegt 9 km westlich des Dresdner Stadtzentrums, der Inneren Altstadt, auf der linkselbischen, Meißner Hochland genannten Lösshochfläche. Die Ortslage befindet sich in einer Höhe von etwa 280 m ü. NN und übertrifft dabei die Talsohle der Elbe deutlich. Das Gelände fällt nach Osten langsam zum Elbtalkessel hin ab. Die Nordgrenze der Zöllmener Flur markiert der Zschonerbach, der hier in den Zschonergrund eintritt. Der Ortsteil Zöllmen hat sich seinen dörflichen Charakter bewahrt, obgleich sich eine Autobahn nur 100 m westlich des Dorfkerns befindet, der heute Am Erlengrund heißt. Außerhalb des Dorfkerns, in dem mehrere Bauerngehöfte erhalten blieben, wurden nur wenige neue Wohnhäuser errichtet. Lediglich 1 km südlich des Dorfkerns, von diesem jedoch durch mehrere große Verkehrswege getrennt, besteht eine einzelne Häusergruppe, die als Ortsteil An der Kümmelschenke bekannt ist. Benachbarte Gemarkungen sind die anderen Dresdner Ortsteile Pennrich im Osten und Steinbach im Norden. Im Westen grenzt der Wilsdruffer Ortsteil Kesselsdorf, im Süden der Freitaler Stadtteil Wurgwitz an. Zöllmen gehört zum statistischen Stadtteil Gompitz/Altfranken, innerhalb dessen der Ortsteil den statistischen Bezirk 994 Zöllmen bildet.
Die zur Ortslage gehörigen Fluren werden durch große Verkehrswege bestimmt. Etwa in der Mitte der Gemarkung Zöllmen, genau zwischen dem Dorfkern und der Kümmelschänke, trifft die zum Autobahnzubringer für den Westen Dresdens ausgebaute B 173 an der Anschlussstelle Dresden-Gorbitz auf die A 17. Unmittelbar westlich davon zweigt die Staatsstraße 36, der Autobahnzubringer für Freital, nach Süden ab. Dort beginnt ferner die Ortsdurchfahrt von Kesselsdorf. Während die Kümmelschänke fast komplett von großen Hauptverkehrsstraßen umgeben ist, wird dagegen der Zöllmener Dorfkern vorwiegend durch die Kreisstraße 6240 an die umliegenden Ortsteile angebunden. Sie verläuft als Altnossener Straße von Gompitz und Pennrich kommend weiter nach Roitzsch. Öffentliche Verkehrsmittel in Zöllmen sind die Buslinien 91 (Satra Eberhardt) und 333 (Regionalverkehr Sächsische Schweiz-Osterzgebirge).

## Geschichte
Der mit einer Blockflur ausgestattete kleine Bauernweiler Zöllmen wurde 1350 in einem landesherrlichen Abgabenbescheid als Zculmin erstmals erwähnt. Ein noch früherer eventueller Hinweis auf das Dorf ist die Nennung eines Arnold von Zwlowin im Jahre 1186. Der Ortsname ist slawischen Ursprungs und leitet sich ab von chlom, dem sorbischen Wort für Hügel, was auf die Lage des Ortes hinweist. Im Jahre 1378 wird dieser als Zulme oder Solmyn sowie 1445/47 als Zcolmen bezeichnet. Der Ortsname entwickelte sich anschließend im 16. Jahrhundert über Zschelman, Zschulman, Zülmen und Zollmen weiter. Nachdem das Dorf 1618 Zschilmen genannt worden war, taucht die heutige Schreibweise 1648 erstmals auf. Nur vier Jahre danach hieß der Ort dann Zilmen. Der aktuelle Name wurde erst später festgeschrieben.

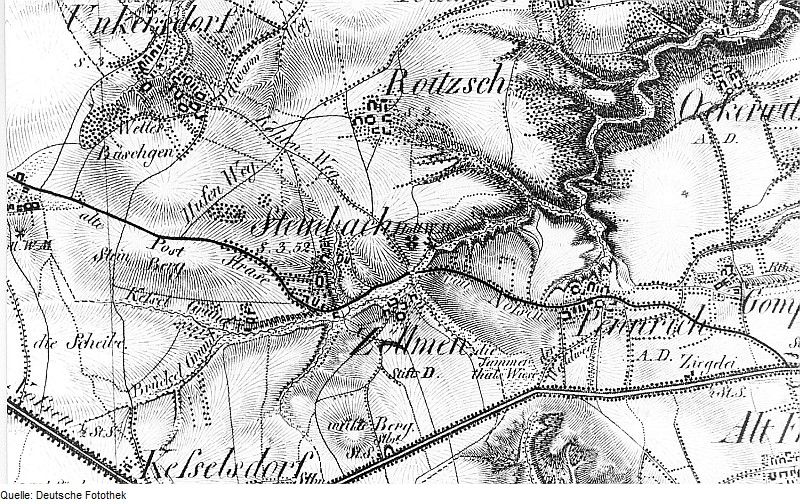
Zöllmen auf einer Karte von 1821

Bereits in der Bronzezeit war das Gebiet besiedelt. Davon zeugt unter anderem ein bereits 1912 entdecktes Beil, das heute zum Bestand des Heimatmuseums Wilsdruff zählt. Zöllmen gilt als eines der ältesten von slawischen Siedlern gegründeten Dörfer des Umlands und befand sich an einem alten Höhenweg zwischen dem Bischofssitz Meißen und dem Plauenschen Grund. Im 14. Jahrhundert gehörte das Dorf zu den Besitzungen der Domherren des Bistums Meißen; der jeweilige Bischof von Meißen vergab es als Schenkung an hohe kirchliche Würdenträger. Die Einwohner Zöllmens hatten zudem Frondienste für das Amt Dresden zu leisten. Sie lebten in einfachen strohgedeckten Holzhäusern in einer engen Dorfgemeinschaft zusammen; die Dorfrügen von 1674 haben sich bis heute erhalten. Nach der Säkularisation unterstand das Dorf dem Stiftsamt Meißen bis zu dessen Auflösung im 19. Jahrhundert.
Zöllmen war mehrfach Schauplatz kriegerischer Auseinandersetzungen. Bereits in den Hussitenkriegen wurde das Dorf zerstört, was eine Urkunde von 1486 belegt. Am folgenreichsten war jedoch die Schlacht bei Kesselsdorf am 15. Dezember 1745, die in den zu Zöllmen gehörigen Fluren Jammertal und Wüsteberg besonders hart ausgetragen wurde. Die Einwohner hatten unter Plünderungen durch die mehr als 60.000 an der Schlacht beteiligten Soldaten der Preußischen und Sächsischen Armee zu leiden, die die Einrichtungsgegenstände der Bauerngüter als Brennholz verwerteten, und waren zudem noch tagelang mit der Beseitigung von Leichen und Pferdekadavern beschäftigt. Im Siebenjährigen Krieg hatte die Preußische Armee am 27. August 1758 ein großes Feldlager bei Zöllmen bezogen. Auch in der Zeit der Befreiungskriege wurde Zöllmen in Mitleidenschaft gezogen. Damals ließ Napoleon Bonaparte auch die nahe Landstraße nach Freiberg befestigen und umverlegen. Nach jeder Auseinandersetzung errichteten die Bewohner des Dorfes ihre Häuser neu und teilweise an anderen Standorten, so dass die Hofstellen wechselten.
In der Folge der Einführung der sächsischen Landgemeindeordnung von 1838 erhielt auch Zöllmen den Status einer Landgemeinde, deren Fluren sich vom Dorf aus in südlicher und südwestlicher Richtung über 120 ha erstreckten. Zu den Bauern, die über Jahrhunderte nur vom Acker- und Obstbau gelebt hatten, kamen als neue Dorfbewohner nun auch Handwerker. Der Dorfbrand von 1863 warf den Ort in seiner Entwicklung jedoch wieder etwas zurück. Gegen Ende des 19. Jahrhunderts ging Zöllmen eine als Heimatbezirk bezeichnete Zweckverbindung mit Pennrich und Gompitz ein, die unter anderem ein gemeinsames Schul- und Feuerwehrwesen regelte. Die Zöllmener Kinder gingen somit nach Pennrich zur Schule. Zöllmen wechselte außerdem 1897 von der Kirchgemeinde Briesnitz zu der von Kesselsdorf, der es bis heute angehört. Ab 1902 entstand südlich außerhalb des Dorfkerns der Ortsteil Neuzöllmen oder Neuer Anbau, wodurch sich die Einwohnerzahl des Dorfes schlagartig verdoppelte. Diese Häusergruppe wurde An der Kümmelschenke errichtet und stellt bis heute die einzige geschlossene Bebauung in Zöllmen außerhalb des Dorfkerns dar. Etwa in der gleichen Zeit wurde eine Trinkwasser-Leitung nach Leutewitz und Cotta gebaut, die fortan mit Zöllmener Quellwasser versorgt wurden. Administrativ gehörte Zöllmen in dieser Zeit zur Amtshauptmannschaft Dresden, lag jedoch direkt an der Grenze zur Amtshauptmannschaft Meißen.

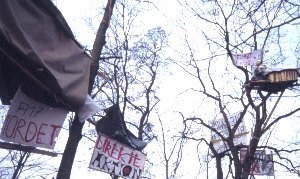
Das Hüttendorf gegen den Bau der A17 im Zschonergrund bei Zöllmen wurde im April 1999 geräumt.

Wenige Jahre nach dem Zweiten Weltkrieg büßte Zöllmen seine Selbstständigkeit ein. Bereits am 1. Juli 1950 wurde Zöllmen zusammen mit Pennrich nach Gompitz eingemeindet, in die später auch Unkersdorf und Ockerwitz eingegliedert wurden. In den 1950er Jahren wurde außerdem die Landwirtschaft zwangskollektiviert und eine LPG gegründet, die sich später mit anderen Genossenschaften zusammenschloss. In Zöllmen entstand eine große Milchviehanlage, wodurch die direkte Verbindung nach Neuzöllmen unterbrochen wurde. Der Autobahnbau der A 17, gegen den zwischen 1997 und 1999 mehrere Autobahngegner in einem Hüttendorf nahe Zöllmen demonstriert hatten, zementierte diese Trennung. Durch die Auflösung des Kreises Dresden-Land zum 1. Januar 1996 wurde Zöllmen an den Landkreis Meißen angegliedert. Am 1. Januar 1999 wurde es schließlich nach Dresden eingemeindet.

### Einwohnerentwicklung
| Jahr    | Einwohner                    |
| ------- | ---------------------------- |
| 1547/51 | 6 besessene Mann, 5 Inwohner |
| 1764    | 8 besessene Mann             |
| 1834    | 73                           |
| 1871    | 68                           |
| 1890    | 82                           |
| 1910    | 191                          |
| 1925    | 162                          |
| 1939    | 143                          |
| 1946    | 171                          |
| 1950    | siehe Gompitz (Ortschaft)    |